# Giovanni Adolfo di Sassonia-Gotha-Altenburg
Giovanni Adolfo di Sassonia-Gotha-Altenburg (Gotha, 18 maggio 1721 – Friedrichstanneck, 29 aprile 1799) è stato un principe dalla linea laterale di Sassonia-Gotha-Altenburg e tenente generale dell'elettorale sassone.

## Biografia
Giovanni Adolfo era il figlio più giovane del duca Federico II di Sassonia-Gotha-Altenburg (1676-1732) e di Maddalena Augusta (1679-1740), figlia del principe Carlo Guglielmo di Anhalt-Zerbst.
Il principe è stato, nel 1735, a Ginevra ed entrò nell'esercito danese. Nel 1743 combatté nella battaglia di Hohenfriedeberg. Nel 1753 divenne generale della fanteria e poi tenente generale elettorale sassone. 
Poco dopo l'inizio della guerra dei Sette Anni, nel 1756, a Altenburg, venne catturato dall'esercito prussiano. Venne rilasciato dopo aver promesso che non avrebbe combattuto contro la Prussia. Il suo reggimento di fanteria fu incorporato nell'esercito prussiano.
Nel 1756, si ritirò nel castello di Friedrichstanneck a Eisenberg. Morì il 29 aprile del 1799. È sepolto nella cripta reale di Eisenberg.

## Ascendenza
|                                             |                           |                                        | Genitori                                  |  |  | Nonni |  |  | Bisnonni                              |  |  | Trisnonni                   |  |
|                                             |                           |                                        |                                           |  |  |       |  |  | Ernesto I di Sassonia-Gotha-Altenburg |  |  | Giovanni di Sassonia-Weimar |  |
|                                             |                           |                                        |                                           |  |  |       |  |  | Ernesto I di Sassonia-Gotha-Altenburg |  |  | Giovanni di Sassonia-Weimar |  |
|                                             |                           | Dorotea Maria di Anhalt                |                                           |  |  |       |  |  | Ernesto I di Sassonia-Gotha-Altenburg |  |  |                             |  |
| Federico II di Sassonia-Gotha-Altenburg     |                           |                                        |                                           |  |  |       |  |  | Ernesto I di Sassonia-Gotha-Altenburg |  |  |                             |  |
|                                             |                           | Elisabetta Sofia di Sassonia-Altenburg | Giovanni Filippo di Sassonia-Altenburg    |  |  |       |  |  |                                       |  |  |                             |  |
|                                             |                           | Elisabetta Sofia di Sassonia-Altenburg | Giovanni Filippo di Sassonia-Altenburg    |  |  |       |  |  |                                       |  |  |                             |  |
|                                             |                           | Elisabetta Sofia di Sassonia-Altenburg | Elisabetta di Brunswick-Wolfenbüttel      |  |  |       |  |  |                                       |  |  |                             |  |
| Federico II di Sassonia-Gotha-Altenburg     |                           | Elisabetta Sofia di Sassonia-Altenburg |                                           |  |  |       |  |  |                                       |  |  |                             |  |
|                                             |                           | Augusto di Sassonia-Weissenfels        | Giovanni Giorgio I di Sassonia            |  |  |       |  |  |                                       |  |  |                             |  |
|                                             |                           | Augusto di Sassonia-Weissenfels        | Giovanni Giorgio I di Sassonia            |  |  |       |  |  |                                       |  |  |                             |  |
|                                             |                           | Augusto di Sassonia-Weissenfels        | Maddalena Sibilla di Hohenzollern         |  |  |       |  |  |                                       |  |  |                             |  |
| Maddalena Sibilla di Sassonia-Weissenfels   |                           | Augusto di Sassonia-Weissenfels        |                                           |  |  |       |  |  |                                       |  |  |                             |  |
|                                             |                           | Anna Maria di Mecleburgo-Schwerin      | Adolfo Federico I di Meclemburgo-Schwerin |  |  |       |  |  |                                       |  |  |                             |  |
|                                             |                           | Anna Maria di Mecleburgo-Schwerin      | Adolfo Federico I di Meclemburgo-Schwerin |  |  |       |  |  |                                       |  |  |                             |  |
|                                             |                           | Anna Maria di Mecleburgo-Schwerin      | Anna Maria di Ostfriesland                |  |  |       |  |  |                                       |  |  |                             |  |
| Giovanni Adolfo di Sassonia-Gotha-Altenburg |                           | Anna Maria di Mecleburgo-Schwerin      |                                           |  |  |       |  |  |                                       |  |  |                             |  |
|                                             | Giovanni di Anhalt-Zerbst | Rodolfo di Anhalt-Zerbst               |                                           |  |  |       |  |  |                                       |  |  |                             |  |
|                                             | Giovanni di Anhalt-Zerbst | Rodolfo di Anhalt-Zerbst               |                                           |  |  |       |  |  |                                       |  |  |                             |  |
|                                             | Giovanni di Anhalt-Zerbst | Magdalene di Oldenburg                 |                                           |  |  |       |  |  |                                       |  |  |                             |  |
| Carlo Guglielmo di Anhalt-Zerbst            | Giovanni di Anhalt-Zerbst |                                        |                                           |  |  |       |  |  |                                       |  |  |                             |  |
|                                             |                           | Sofia Augusta di Holstein-Gottorp      | Federico III di Holstein-Gottorp          |  |  |       |  |  |                                       |  |  |                             |  |
|                                             |                           | Sofia Augusta di Holstein-Gottorp      | Federico III di Holstein-Gottorp          |  |  |       |  |  |                                       |  |  |                             |  |
|                                             |                           | Sofia Augusta di Holstein-Gottorp      | Maria Elisabetta di Sassonia              |  |  |       |  |  |                                       |  |  |                             |  |
| Maddalena Augusta di Anhalt-Zerbst          |                           | Sofia Augusta di Holstein-Gottorp      |                                           |  |  |       |  |  |                                       |  |  |                             |  |
|                                             |                           | Augusto di Sassonia-Weissenfels        | Giovanni Giorgio I di Sassonia            |  |  |       |  |  |                                       |  |  |                             |  |
|                                             |                           | Augusto di Sassonia-Weissenfels        | Giovanni Giorgio I di Sassonia            |  |  |       |  |  |                                       |  |  |                             |  |
|                                             |                           | Augusto di Sassonia-Weissenfels        | Maddalena Sibilla di Hohenzollern         |  |  |       |  |  |                                       |  |  |                             |  |
| Sophia di Sassonia-Weissenfels              |                           | Augusto di Sassonia-Weissenfels        |                                           |  |  |       |  |  |                                       |  |  |                             |  |
|                                             |                           | Anna Maria di Mecleburgo-Schwerin      | Anna Maria di Mecleburgo-Schwerin         |  |  |       |  |  |                                       |  |  |                             |  |
|                                             |                           | Anna Maria di Mecleburgo-Schwerin      | Anna Maria di Mecleburgo-Schwerin         |  |  |       |  |  |                                       |  |  |                             |  |
|                                             |                           | Anna Maria di Mecleburgo-Schwerin      | Anna Maria di Ostfriesland                |  |  |       |  |  |                                       |  |  |                             |  |
|                                             |                           | Anna Maria di Mecleburgo-Schwerin      |                                           |  |  |       |  |  |                                       |  |  |                             |  |